# Karabul, Gündoğmuş
Karabul là một xã thuộc huyện Gündoğmuş, tỉnh Antalya, Thổ Nhĩ Kỳ. Dân số thời điểm năm 2011 là 173 người.